# 2021 로드 FC 대회
2021 로드 FC 대회는 대한민국의 종합격투기단체 로드 FC의 2021년도 대회에 관하여 다루고 있다. 2021년은 로드 FC의 출범 11년째가 되는 해이다. 첫 대회는 3월 27일 ARC 004로 시작한다.

## 대회 목록
| 대회명                    | 메인이벤트        | 날짜             | 경기장                   | 장소          |
| ------------------------- | ----------------- | ---------------- | ------------------------ | ------------- |
| Road FC 060               | TBA vs. TBA       | 2021년 12월      | TBA                      | 서울특별시    |
| ARC 006                   | TBA vs. TBA       | 2021년 10월 30일 | 핫식스 아프리카 콜로세움 | 서울특별시    |
| Road FC 059: Kim vs. Park | 김수철 vs. 박해진 | 2021년 9월 4일   | 원주종합체육관           | 강원도 원주시 |

| 대회명                    | 메인이벤트        | 날짜            | 경기장                   | 장소            |
| ------------------------- | ----------------- | --------------- | ------------------------ | --------------- |
| Road FC 058: Hwang vs. Oh | 황인수 vs. 오일학 | 2021년 7월 3일  | 진남체육관               | 경상남도 창원시 |
| ARC 005: Lee vs. Jo       | 이정현 vs. 조민수 | 2021년 6월 12일 | 핫식스 아프리카 콜로세움 | 서울특별시      |
| ARC 004: Oh vs. Park      | 오일학 vs. 박정교 | 2021년 3월 27일 | 핫식스 아프리카 콜로세움 | 서울특별시      |

## Road FC 060
로드몰 로드 FC 060는 대한민국의 종합격투기 단체 로드 FC가 2021년 12월 서울에서 개최 예정인 대회이다.

### 라운드 걸
- TBA

## ARC 006
아프리카TV 로드 챔피언십(ARC) 006은 대한민국의 종합격투기 단체 로드 FC가 대한민국의 인터넷 방송 플랫폼 아프라카TV와 공동으로 2021년 10월 30일 서울특별시 잠실동 롯데월드 핫식스 아프리카 콜로세움에서 개최 예정인 대회이다.

### 라운드 걸
- TBA

## Road FC 059: Kim vs. Park
로드몰 로드 FC 059: 김수철 vs. 박해진은 대한민국의 종합격투기 단체 로드 FC가 2021년 9월 4일 강원도 원주시 원주종합체육관에서 개최한 대회이다.

### 대진 카드
1. ↑  로드 FC 페더급 챔피언십
2. ↑  로드 FC 아톰급 챔피언십

### 라운드 걸
- 임지우, 신해리

## Road FC 058: Hwang vs. Oh
로드몰 로드 FC 058: 황인수 vs. 오일학은 대한민국의 종합격투기 단체 로드 FC가 2021년 7월 3일 경상남도 창원시 진남체육관에서 개최한 대회이다.

### 대진 카드
1. ↑  로드 FC 미들급 챔피언십
2. ↑  스페셜 매치

### 라운드 걸
- 임지우, 신해리, 심소미, 김한솔

## ARC 005: Lee vs. Jo
아프리카TV 로드 챔피언십(ARC) 005: 이정현 vs. 조민수는 대한민국의 종합격투기 단체 로드 FC가 대한민국의 인터넷 방송 플랫폼 아프라카TV와 공동으로 2021년 6월 12일 서울특별시 잠실동 롯데월드 핫식스 아프리카 콜로세움에서 개최한 대회이다.

### 대진 카드
1. ↑  유도 스페셜 매치

### 라운드 걸
- 임지우, 김한솔

## ARC 004: Oh vs. Park
아프리카TV 로드 챔피언십(ARC) 004: 오일학 vs. 박정교는 대한민국의 종합격투기 단체 로드 FC가 대한민국의 인터넷 방송 플랫폼 아프라카TV와 공동으로 2021년 3월 27일 서울특별시 잠실동 롯데월드 핫식스 아프리카 콜로세움에서 개최한 대회이다.

### 라운드 걸
- 임지우, 심소미

## 같이 보기
- 로드 FC 챔피언 목록
- 로드 FC 대회 목록
- 현 로드 FC 선수 목록
- 로드 FC 어워즈
- 아프리카TV 로드 챔피언십